# Ballistische slinger

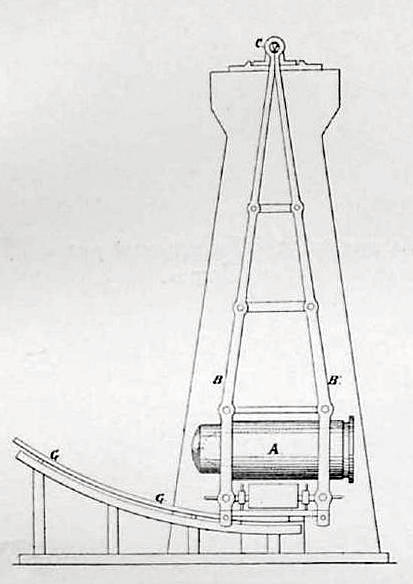
Ballistic pendulum (1911)

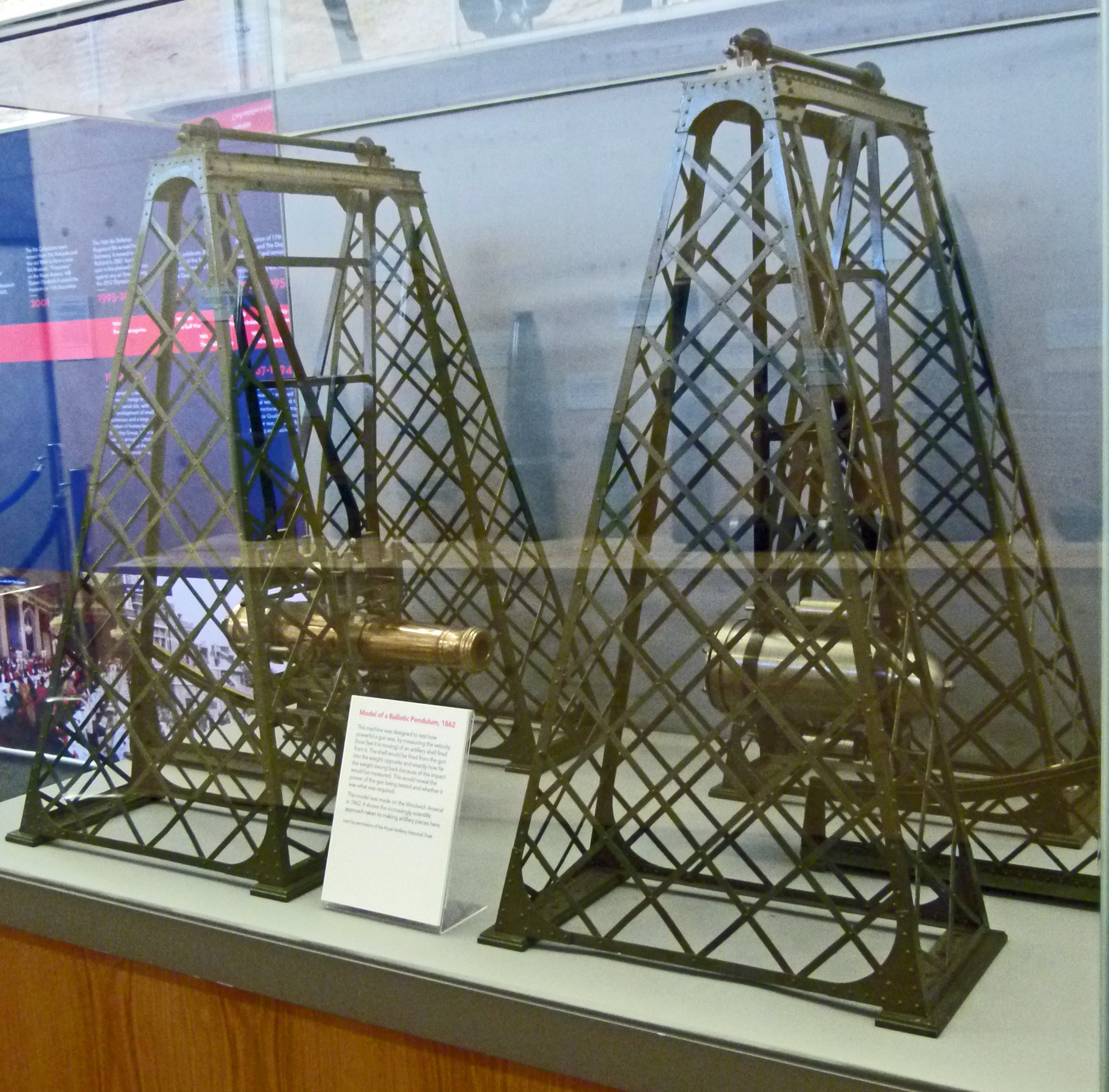
Model van een ballistic pendulum (1862), Royal Arsenal voor het testen van vuurwapens

De ballistische slinger is een instrument om de snelheid van een afgeschoten projectiel te meten.
De ballistische slinger is uitgevonden door de Engelse ingenieur en wiskundige Benjamin Robins (1707-1751). Hij ontwikkelde een methode om de snelheid van een kogel te meten aan de hand van de klassieke mechanica. Voor berekeningen van de uitwendige ballistiek (de baan van een projectiel na het verlaten van de loop) was het noodzakelijk de mondingssnelheid en het snelheidsverlies ten gevolge van luchtweerstand te kennen. De methode is tot in de Tweede Wereldoorlog gebruikt om de snelheid van kogels te meten.

## Uitvoering
Robins gebruikte in eerste instantie een zware metalen constructie waarin het schiettuig was bevestigd, de terugslag van het schot is gelijk aan de energie van het afgeschoten projectiel. Deze methode was minder bevredigend zodat later een constructie werd bedacht waarbij het projectiel wordt opgevangen in een, meestal houten, blok dat is opgehangen aan een dunne draad. Het blok is vele malen zwaarder dan het projectiel, onder invloed van de inslag beweegt het blok zich in een cirkelvormige baan. Op het hoogste punt is de bewegingsenergie nul, deze hoogte wordt geregistreerd. Het verschil in hoogte tussen het vertrekpunt en het eindpunt  van het massamiddelpunt van het blok is de maat waarmee volgens de wetten van de klassieke mechanica de snelheid van het projectiel kan worden berekend. {\displaystyle Vprojectiel=(Mp+Mb)/Mp*{\sqrt {2*g*h}}}.  In deze berekening wordt het energieverlies door het indringen van de kogel in het blok (warmte) en het verlies t.g.v. de luchtweerstand] van het bewegende blok verwaarloosd.
- Crosman 1377, cal. .177, kogelgewicht 0,5 gr, blokgewicht 45 gram

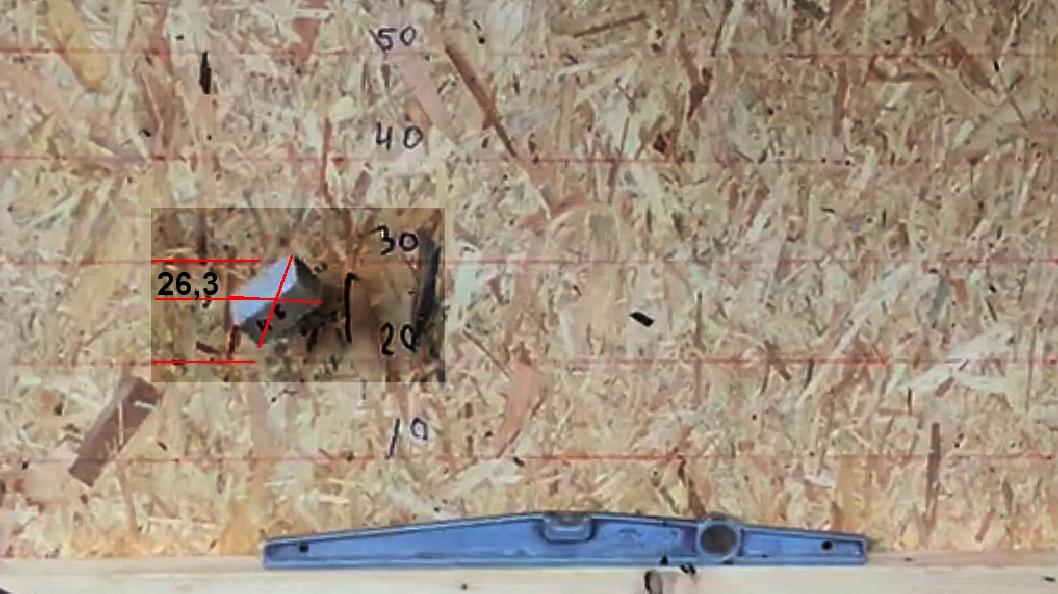
Crosman 1377: energie 10,6 joule, mondingssnelheid 206 m/s.

- Ekol ultimate, cal. .25, kogelgewicht 1,15 gr., blokgewicht 80 gram

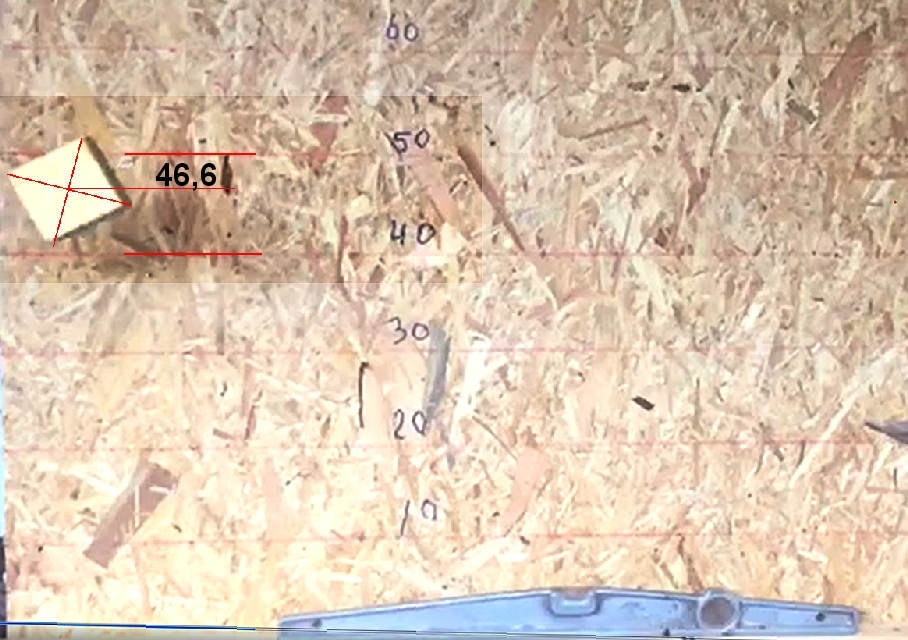
Ekol ultimate: energie 26,6 joule, mondingssnelheid 215 m/s.
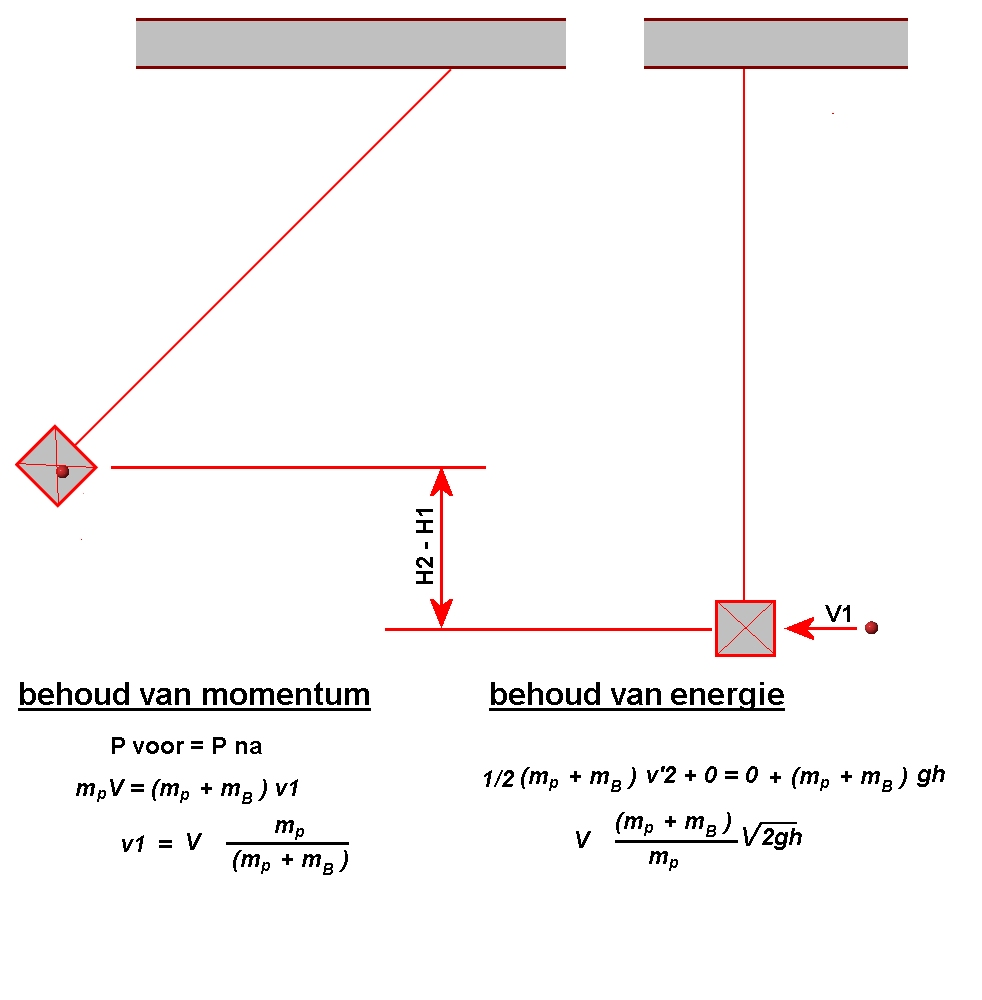
methode berekening + schets